# 리나로
리나로(Linaro)는 ARM기반의 리눅스 오픈 소스를 지향하는 엔지니어 중심의 비영리 단체로서 2010년 6월에 대만의 Computex에서 후원 멤버인 ARM, Freescale Semiconductor, IBM, Samsung, ST-Ericsson과 Texas Instruments이 연합하여 설립되었다
리나로는 ARM 기반의 시스템 온 칩 (SoC) 관련 리눅스 open source의 통합 및 최적화를 목적으로 매월 마지막주 목요일 단위로 전 세계의 숙련된 엔지니어들에 의하여 제작된 솔루션 및 툴체인을 배포하며 리눅스 mainline으로 upstream 과정을 통해 Linaro 멤버들의 시스템 온 칩 (SoC) 기반으로 작업하는 OEM/ODM에게 항상 최신의 안정적인 버전의 리눅스 소프트웨어를 사용할 수 있도록 지원하고 있다.
리나로는 ARM 기반의 모든 core용 소프트웨어를 개발, 배포한다. 특히 Cortex-A8 또는 dual-core Cortex-A9 processor(s)기반의 시스템 온 칩 (SoC)를 위한 리눅스 코드의 최적화를 지향하고 있다. 세계적으로 숙련된 엔지니어 조직은 매월 단위로 Technical Steering Committee.에서 정의되는 요구사항들을 기반으로 리눅스 upstream project를 진행하고 있으며, 매월 마지막주 목요일에 1개월 단위의 결과물과 toolchain을 wiki.linaro.org를 통해 배포하고 있다. 이를 위해 Kernel, Multimedia, Power Management, Graphics, Tool Chain Working Group의 코어 엔지니어링 그룹들이 ARM 기반의 임베디드 Linux software의 통합 및 최적화 엔지니어링을 통해 안정적이고, 최적화된 솔루션 및 ToolChain 뿐아니라 Test Tool 제공과 실시간 software 무결성을 검증하는 것을 그 목적으로 하고 있다.

## 역사
- 2011년 6월 - Exynos SoC 기반 Samsung Origen 개발 보드 발표
- 첫 번째 결과물로 2010년 11월 10.11에 (GCC, Valgrind, OProfile)의 성능개선을 시작으로 Linux ARM kernel을 배포하기 시작하였으며[5], Ubuntu 배포판을 제작하는 단체인 Canonical에서 Linaro GCC 4.5.2를 사용하여 Ubuntu 배포판에 적용(natty narwhal 11.04)하기 시작했다.[6]
- 2010년 6월 대만의 Computex에서 ARM, Samsung, Freescale Semiconductor, IBM, ST-Ericsson, Texas Instruments (TI)의 6개 회사가 공동으로 open source always-connected, always-on computing이라는 기치하에 미래의 open source 혁신을 위하여 엔지니어 중심의 비영리단체를 설립했다.[7]
- 2010년 3월 비영리단체 설립 (멤버쉽으로 운영, 엔지니어링 작업 시작)

## 배포시기
2011년 6월부터 기존의 6개월 단위의 배포시기를 매월 단위로 배포주기를 변경하여 보다 신속한 최신의 소프트웨어를 공급하고 있다. 공식적인 배포시기는 매월 마지막주 목요일이다. 이번달 Linaro 배포내용[

## 요구사항
Linaro는 ARM 기반의 SoC 들인 (TI's OMAP3, OMAP4 OMAP5, Samsung Exynos, ST-Ericsson's NovaThor U8500 and Freescale's i.MX51)에서 Linux의 최적화를 지향한다.

## 다운로드
다운로드 가능한 소프트웨어는 3가지로 나눌 수 있다.
1. 매월 단위 배포판 (매월간의 Working Group의 결과물이 통합된 버전)은 releases.linaro.org에서 다운 받을 수 있다.
2. Linaro가 관리하는 공식 저장소에서 Linux kernel, 개선된 u-boot등은 git.linaro.org에서 다운 받을 수 있으며 각각의 WG뿐아니라 진행되는 모든 project의 topic branch를 다운받을 수 있다.

## 저작권
Linaro의 working group에서 개발되는 모든 software는 오픈소스이며 Open Source Initiative (OSI) 저작권을 따라 사용할 수 있다. 저작권 관련 자세한 내용은 Membership Rules 및Linaro Articles of Association를 참고.

## 지원 운영 체제
ARM 기반의 리눅스 오픈소스를 지향한다.